# Arteriviridae

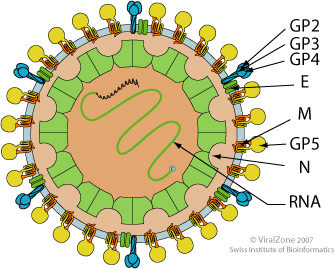
Arteriviridae

Arteriviridae is een familie van virussen uit de onderorde Arnidovirineae. Deze virussen hebben een positief enkelstrengs RNA-genoom en zijn enveloppevirussen, wat betekent dat ze een omhullend membraan hebben dat afkomstig is van de gastheercel waarin ze zich vermenigvuldigen. Arteriviridae omvat verschillende virussen die infecties kunnen veroorzaken bij een breed scala aan dieren, waaronder varkens, paarden en knaagdieren.

## Taxonomie en classificatie
Arteriviridae is een van de negen families binnen de orde Nidovirales. De familie omvat twee geslachten: Arterivirus en Equarterivirus. Het geslacht Arterivirus omvat verschillende virussen, waaronder het porcine reproductive and respiratory syndrome virus (PRRSV), dat een belangrijke ziekteverwekker is bij varkens, en het equine arteritis virus (EAV), dat verantwoordelijk is voor de ziekte van arteritis bij paarden. Het geslacht Equarterivirus omvat slechts één virus, het lactate dehydrogenase-elevating virus (LDV), dat een belangrijke ziekteverwekker is bij muizen.

## Morfologie en genoom
Arteriviridae-virussen zijn enveloppevirussen met een diameter van ongeveer 50-70 nanometer. Hun genoom is ongeveer 12-15 kilobasen lang en bevat ten minste negen open leesramen die coderen voor virale eiwitten. Het grootste open leesraam codeert voor een polyproteïne dat na vertaling wordt gekliefd in verschillende eiwitten die nodig zijn voor de virale replicatie en infectie. Arteriviridae-virussen hebben een karakteristieke structuur van de virale envelop, waarbij de glycoproteïnen in een verhouding van 1:5:2 worden verdeeld tussen GP5, GP4 en GP2.

## Pathogenese
Arteriviridae-virussen kunnen een breed scala aan ziekten veroorzaken bij verschillende dieren. Het porcine reproductive and respiratory syndrome virus (PRRSV) is bijvoorbeeld een belangrijke ziekteverwekker bij varkens en kan leiden tot een verminderde voeropname, ademhalingsproblemen, verminderde vruchtbaarheid en verhoogde sterfte bij biggen. Het equine arteritis virus (EAV) kan de ziekte van arteritis veroorzaken bij paarden, die zich manifesteert als koorts, verminderde eetlust, zwelling van de ledematen en abortus bij drachtige merries. Het lactate dehydrogenase-elevating virus (LDV) veroorzaakt een infectie bij muizen die de productie van antilichamen tegen het virus vermindert en de immuunrespons op andere infecties verstoort.

## Behandeling en preventie
Er is in mei 2023 geen specifieke behandeling beschikbaar voor Arteriviridae-infecties. De behandeling is meestal symptomatisch en ondersteunend. Er zijn echter verschillende preventieve maatregelen beschikbaar om de verspreiding van deze virussen te voorkomen, zoals vaccinatie, bioveiligheidsprotocollen en quarantainemaatregelen. Vaccins tegen PRRSV en EAV zijn beschikbaar voor gebruik bij varkens en paarden, respectievelijk. Deze vaccins zijn echter niet altijd effectief omdat de virussen snel muteren en verschillende stammen en genotypen hebben. Bioveiligheidsmaatregelen, zoals het beperken van de toegang tot besmette gebieden, het gebruik van persoonlijke beschermingsmiddelen en het implementeren van hygiëneprotocollen, zijn ook belangrijk om de verspreiding van deze virussen te voorkomen.

## Belang voor de volksgezondheid
Arteriviridae-virussen zijn geen directe bedreiging voor de menselijke gezondheid. Het porcine reproductive and respiratory syndrome virus (PRRSV) is echter van economisch belang vanwege de impact ervan op de varkensindustrie. PRRSV veroorzaakt grote economische verliezen als gevolg van verminderde groei, verminderde voerconversie en verhoogde sterfte bij biggen. Het equine arteritis virus (EAV) kan ook economische gevolgen hebben voor de paardenindustrie vanwege de ziekte van arteritis bij paarden.